# Semiothisa adonis
Semiothisa adonis är en fjärilsart som beskrevs av Barnes och Mcdunnough 1918. Semiothisa adonis ingår i släktet Semiothisa och familjen mätare. Inga underarter finns listade i Catalogue of Life.